# Ana Botella

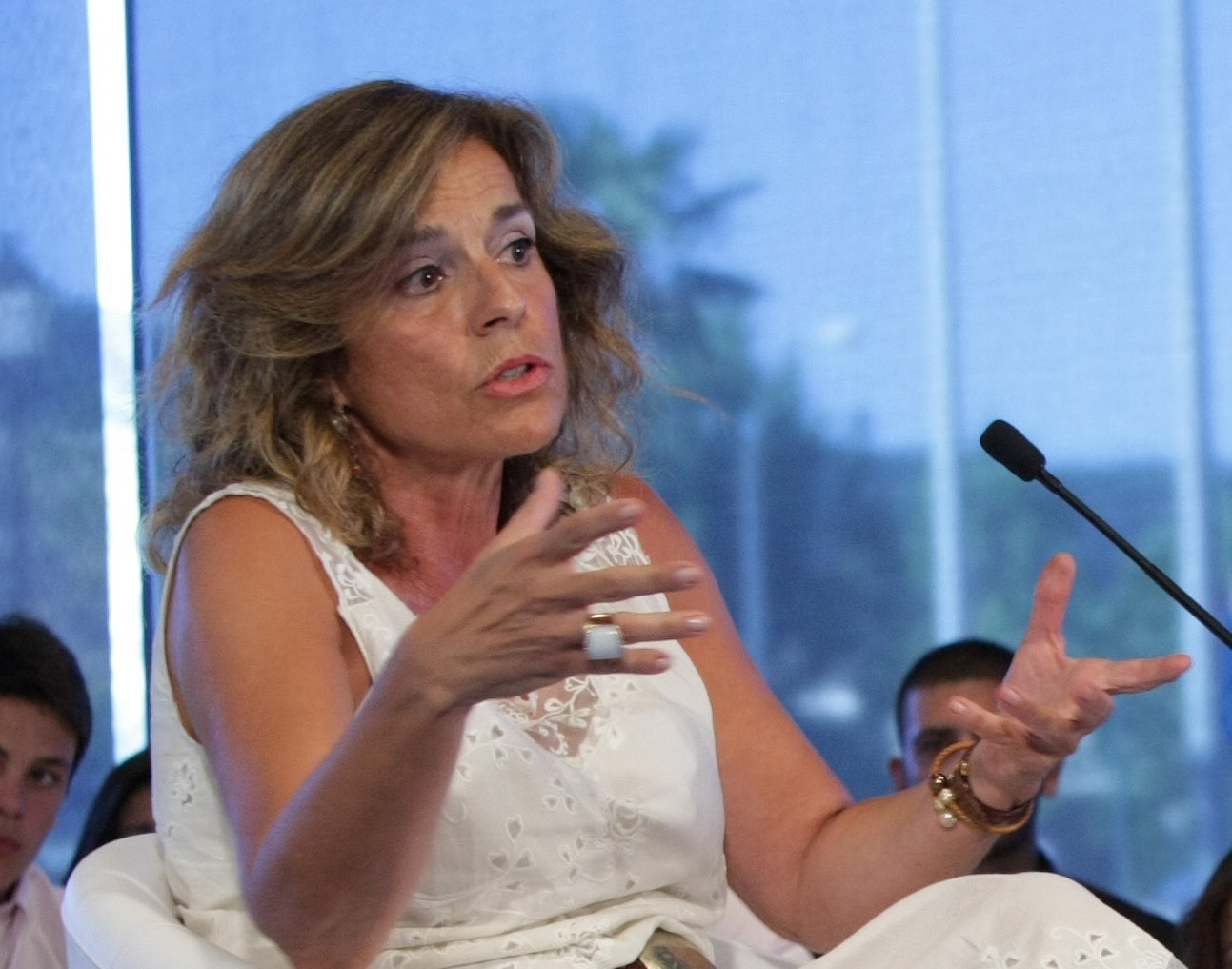
Ana Botella op een partijbijeenkomst van de P.P.

Ana María Botella Serrano (Madrid, 23 juli 1954) is een Spaans politica van de conservatieve partij Partido Popular (P.P.) ze was van 2011 tot 2015 burgemeester van Madrid.
Na een schooltijd bij de nonnen en een studie rechten aan de Complutense Universiteit van Madrid, vervult ze tot 2003 op meerdere plekken in het land ambtelijke functies. In dat jaar wordt ze in de gemeenteraad van haar geboortestad gekozen en tot tweede wethouder benoemd. Als in december van dat jaar Alberto Ruiz-Gallardón de burgemeesterspost verlaat om minister van justitie te worden onder Mariano Rajoy, volgt ze hem op in die functie.
Sinds 2008 is ze lid van het dagelijks bestuur van de P.P. Ze is getrouwd met voormalig premier José María Aznar met wie ze drie kinderen heeft.
- Biblioteca Nacional de España: XX1053878
- Gemeinsame Normdatei: 129471860
- International Standard Name Identifier: 0000 0000 7822 382X
- Library of Congress Control Number: n97016504
- MusicBrainz: e764df02-97e5-4ba2-a3fc-dbcb418e3a1e
- Système universitaire de documentation: 176013997
- Virtual International Authority File: 63287833
- WorldCat: E39PBJwHcPYcx7T3d7WF4rqxXd